# NGC 4939
NGC 4939 ist eine Spiralgalaxie mit aktivem Galaxienkern vom Hubble-Typ Sbc und liegt im Sternbild Jungfrau auf der Ekliptik. Sie ist rund 134 Millionen Lichtjahre von der Milchstraße entfernt und hat einen Durchmesser von etwa 225.000 Lichtjahren.
Die Supernovae SN 1968X, SN 1973J, SN 2008aw (Typ-II) und SN 2014B (Typ-IIP) wurden hier beobachtet.
Das Objekt wurde am 25. März 1786 von William Herschel entdeckt.